# Dřín japonský
Dřín japonský (Cornus kousa) je opadavý keř nebo strom pocházející z východní Asie. Je to ceněná okrasná dřevina, pěstovaná ve velkém množství kultivarů. Plody jsou jedlé.

## Popis
Dřín japonský je vzrůstný keř nebo strom dorůstající výšky 3 až 10 m. Kůra je šedohnědá a hladká, ve stáří plátkovitě odlupčivá. Listy jsou vstřícně postavené, vejčité až široce eliptické, 5 až 9 cm dlouhé. Na líci jsou zelené, na rubu sivé a přitiskle chlupaté s chomáčky žlutavých chlupů v paždí žilek. Na podzim se listy zbarvují do šarlatově červené. Květy jsou v hustých dlouze stopkatých hlávkách podepřených 4 listeny. Listeny jsou bílé, žlutavé nebo růžové, vejčité až široce kopinaté, špičaté a až 5 cm dlouhé. Plodem jsou peckovice, srůstající do růžově červených kulovitých a dlouze stopkatých plodenství.

Druh je přirozeně rozšířen v horských lesích Číny, Japonska a Koreje a na Tchaj-wanu. V Česku je pěstován jako okrasná dřevina.

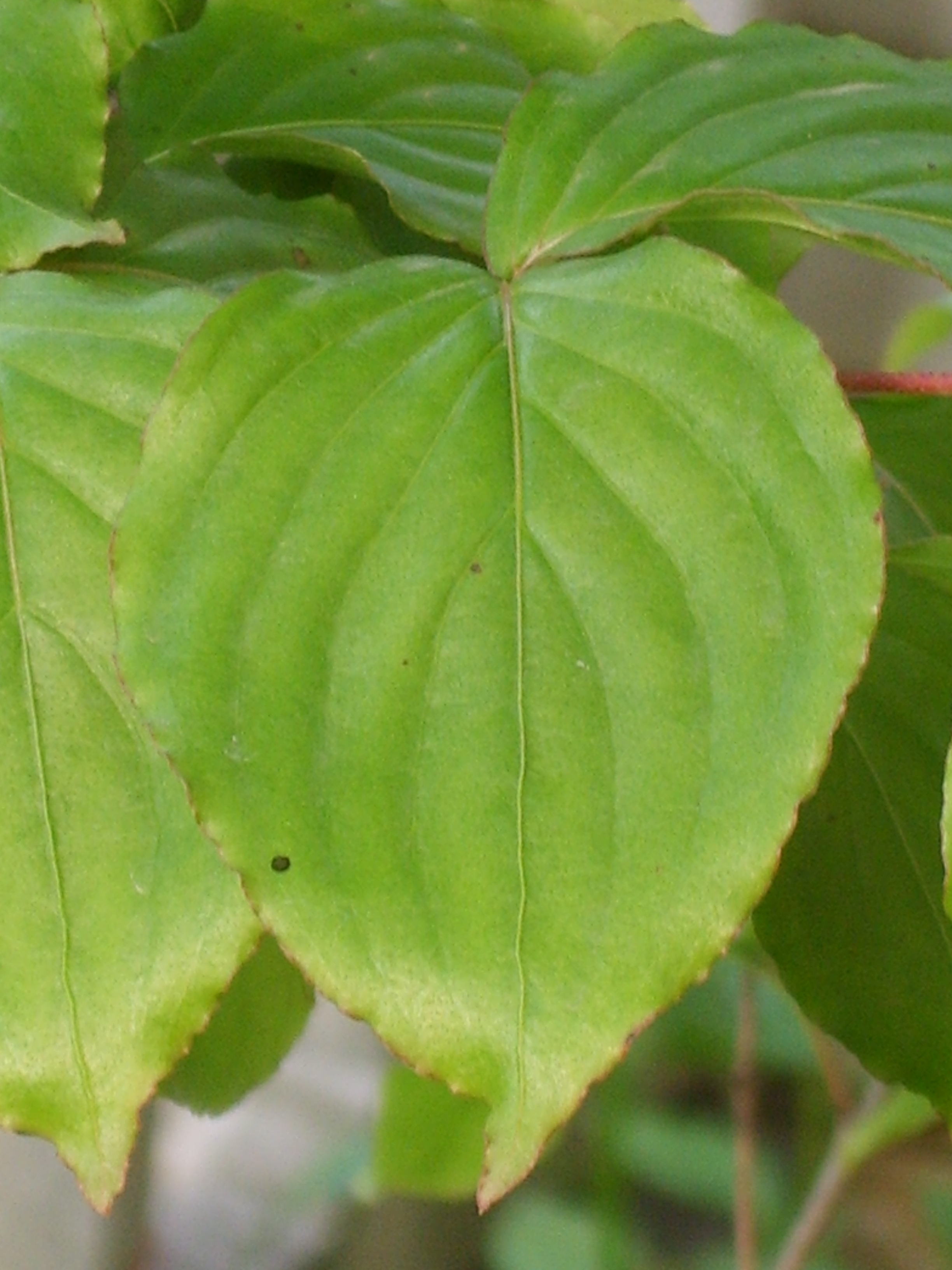
Detail listu dřínu japonského
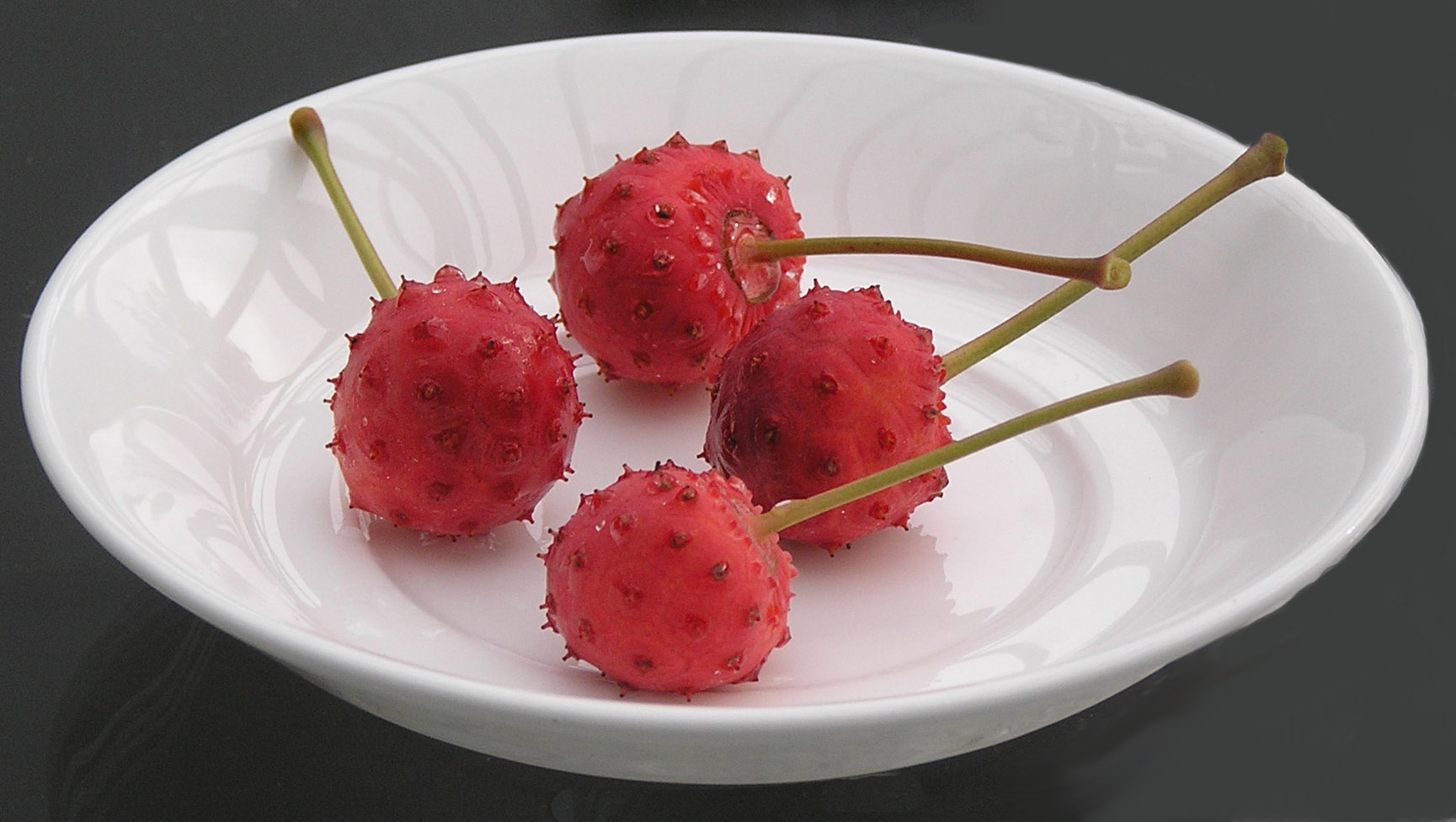
Zralé plody
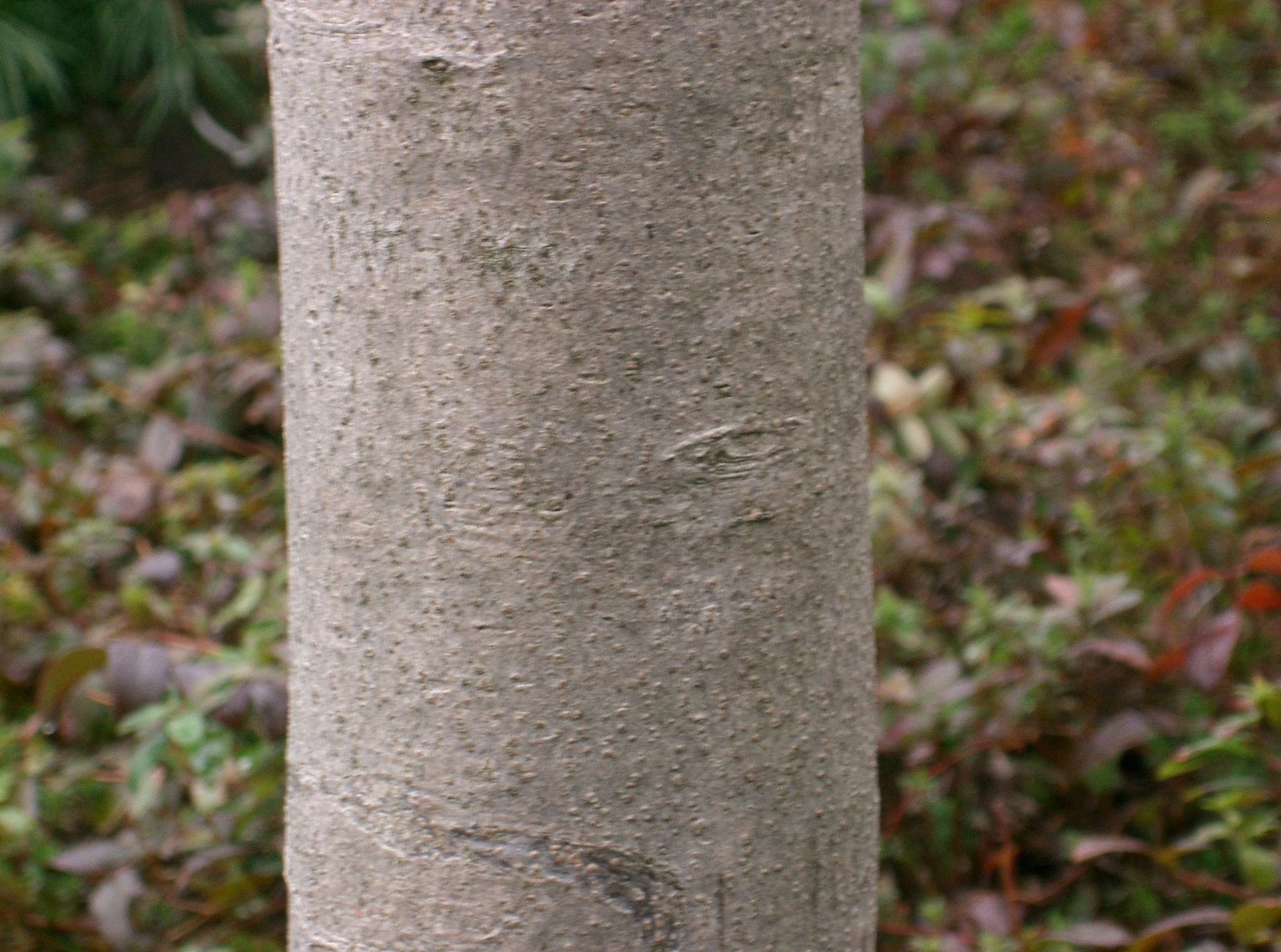
Detail kmene
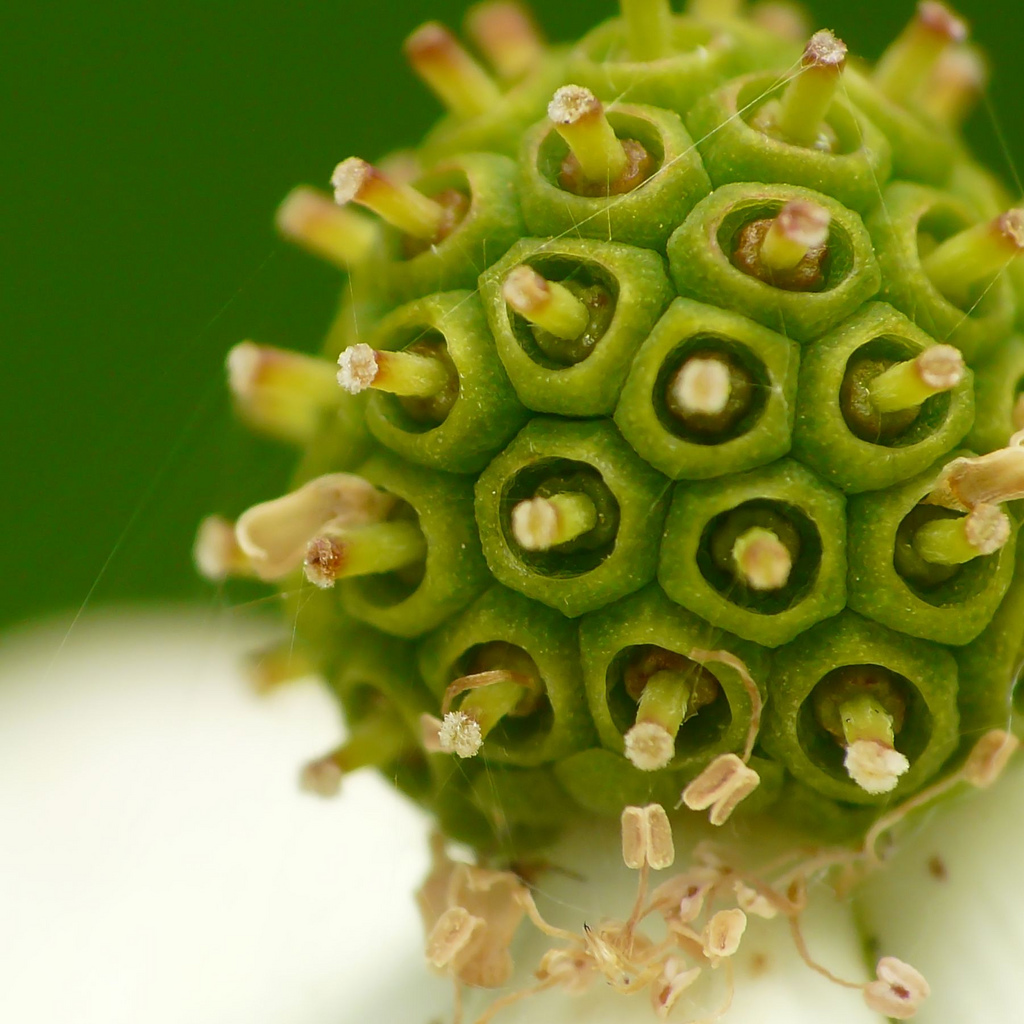
Detail květenství
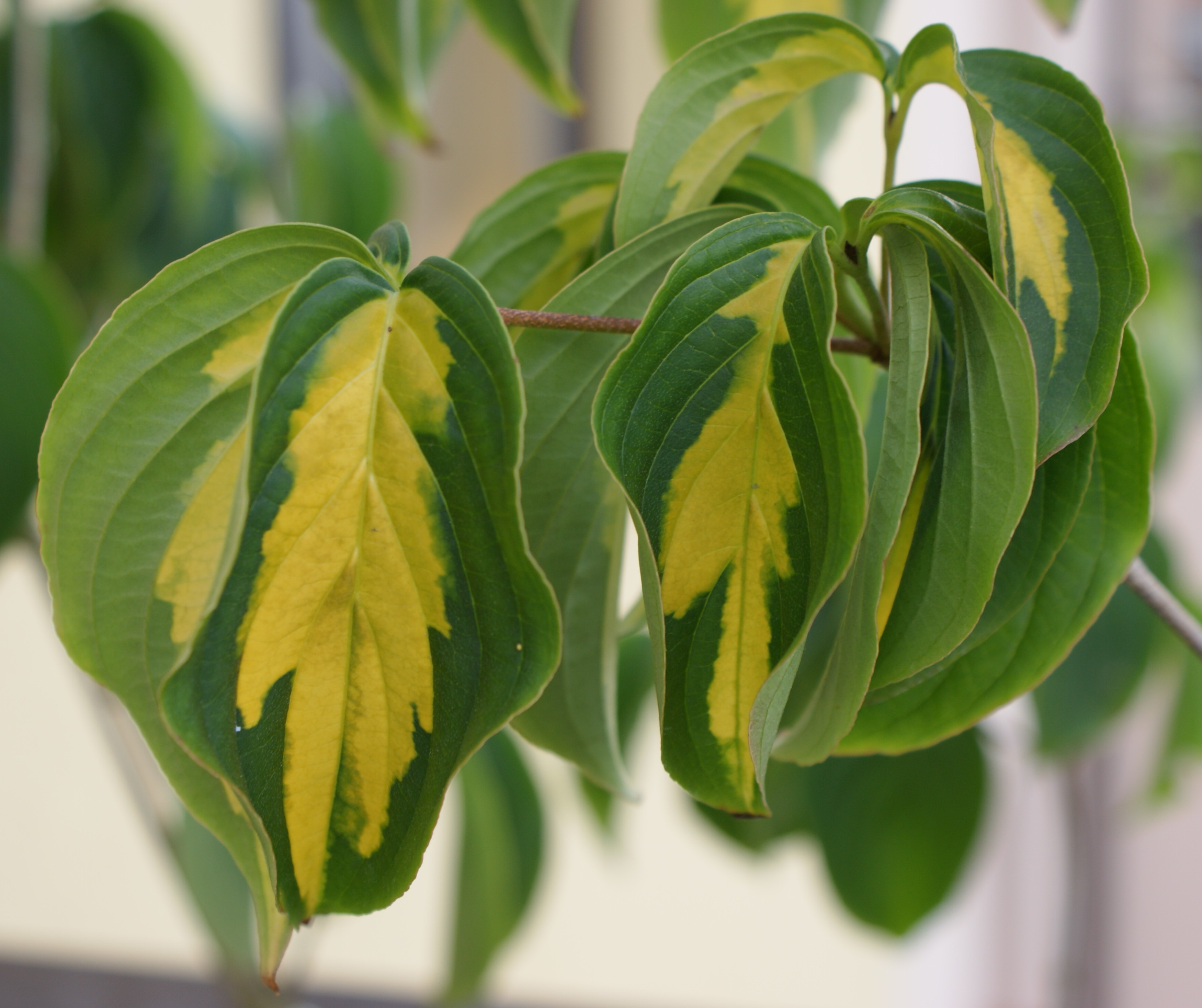
Listy kultivaru 'Gold Star'

## Využití
Dřín japonský je stejně jako podobný dřín květnatý ceněnou okrasnou dřevinou a je v současnosti dostupný ve velkém množství kultivarů. Kvete v červnu, asi o 2 týdny později než dřín květnatý. Kultivarů je nepřeberné množství, odlišují se zejména délkou a bohatostí kvetení, tvarem, barvou a velikostí listenů, zbarvením listů a celkovým vzrůstem. Mezi kultivary s bíle panašovanými listy náleží např. 'Summer Fun', žlutě skvrnité listy má 'Gold Star'. Růžové listeny mají kultivary 'Satomi' a 'Heart Throb'. Oblíbený je bohatě kvetoucí kultivar 'China Girl' s krémově bílými listeny.
Plody jsou jedlé a místně používané k výrobě vína. Obdobné jedlé plodenství má ještě dřín hlavatý.

## Pěstování
Dřín japonský vyžaduje výživnou humózní půdu s přídavkem rašeliny a nízkým obsahem vápníku. Kultivary se množí vegetativně očkováním na podnož stejného druhu, případně dřínu květnatého. Při množení semeny je nejlepší semena z nepřezrálých plodů po vyčištění ihned vysít. Přesušená semena vyžadují rok a půl dlouhou stratifikaci. Semenáčky jsou choulostivé a rostou pomalu.